# Césaire Thérien
Pour les articles homonymes, voir Thérien (homonymie).
Césaire Thérien, né le 12 janvier 1824 à L'Assomption et mort le 9 février 1890 à Verchères, est un marchand et homme politique québécois.

## Biographie
De 1867 à 1871, il est député de La Prairie à l'Assemblée législative du Québec.